# Parque nacional natural Los Katíos
El Parque Nacional Natural Los Katíos es un área natural que se encuentra en el  noroccidente de la República de Colombia en la región del Darién y Urabá, en jurisdicción de los departamentos del Chocó y Antioquia, en los municipios de Unguía (2%), Riosucio (63%) y Turbo (35%).
Limita en su costado occidental con la República de Panamá, específicamente con el parque nacional del Darién con una superficie de alrededor de 700.000 ha con el que comparte el título de Patrimonio Mundial Natural y Reserva de la Biosfera, en una extensión aproximada de 48 km². Hacia el occidente, el límite corresponde a la zona de divorcio de aguas del río Cacarica, en su parte alta; por el sur, con la parte baja del mismo río hasta su desembocadura en el Atrato y con el Caño Gumersindo; el límite oriental lo forman el río Peye y las Ciénagas de Tumaradó.
Se ha registrado flora para el área del Parque, con reporte de 669 especies botánicas repartidas en 96 familias de dicotiledóneas y 20 de monocotiledóneas. Entre estas se encuentran especies catalogadas a nivel nacional en riesgo de extinción.

#### Altura
Según la geomorfología el Parque se puede dividir en dos zonas bien definidas; una plana con un área de 34.000 ha, y una montañosa con 38.000 ha aproximadamente. La porción plana se localiza en la parte oriental y presenta alturas entre dos 2 y 30 metros (lomas de Cacarica y Tangarrá). Sobresalen algunos promontorios menores, como la loma de Las Pulgas, con alturas inferiores a 15 metros.
El relieve montañoso de la zona se ubica en el sector occidental. Forma parte de la Serranía del Darién, con alturas mayores hacia la frontera. Los puntos de mayor altura son el Alto de La Guillermina (600 m.s.n.m) y el alto El Limón (con una altura similar). El resto del área está conformada por colinas, con un rango altitudinal entre los 30 y los 250 m.s.n.m.

#### Historia
La zona fue reservada, alinderada y declarada parque nacional natural mediante el Acuerdo N.º 037 de 10 de septiembre de 1973, abarcando inicialmente un área de 52,000 ha y ampliado en 1979 a su área actual de 72,000 ha. Declarado en 1994 Sitio de Patrimonio Natural Mundial por la UNESCO debido a su importancia en el intercambio de fauna y flora entre Centro y Suramérica. Debido a la necesidad de una movilización internacional para luchar contra la deforestación, el Comité de la Unesco mantuvo inscrito el parque en la lista de Patrimonio de la Humanidad en peligro entre los años 2009 y 2015.
Es el único parque nacional Natural (PNN) del Sistema de Parques Nacionales Naturales de Colombia (SPNN) que tiene conexión directa de un complejo de ciénagas y humedales con selva muy humedad tropical.

#### Ecosistema
Según el sistema de clasificación de Holdridge, el parque nacional Natural Los Katíos se encuentra en la zona de vida bosque húmedo tropical (bh-T), caracterizado por temperaturas entre 24 y 25 °C y precipitaciones entre 1900 y 3100 mm anuales. Se enmarca en el gran bioma del bosque húmedo tropical el cual, de acuerdo con ciertas características de clima, suelo y vegetación, se subdivide en: Zonobioma húmedo tropical del Pacífico–Atrato, Heliobioma Pacífico-Atrato y Orobioma del Baudó–Darién. En estos biomas se encuentran representados ecosistemas de bosques inundables en llanura aluvial, ciénagas, bosques riparios en llanura aluvial y selva tropical en serranía aislada.

#### Fauna y flora
En literatura gris del Parque se han reportado 105 especies de reptiles, entre las cuales se tiene: las tortugas morroco, icotea, mordedora y tapa culo; la babilla, en algunos documentos se menciona que en el área protegida se encuentra el cocodrilo Crocodylus acutus; y numerosas serpientes entre ellas la boa, la mapaná o talla equis. Para anfibios se han registrado 20 especies, incluidas en nueve familias y 14 géneros.
Se han reportado alrededor de 412 especies de aves, entre las que se destacan el pavón, cuatro especies de guacamayas, la chavarría, el buco o bobito; las rapaces: águila arpía, el milano plomizo, gavilán pescador, caracolero, entre otras y cerca de 182 especies de mamíferos.
Para las ciénagas de Tumaradó se reportan 42 especies de peces. Para la cuenca del Atrato reportaron 134 especies. Entre las especies registradas para el Parque se encuentran: Raya, bocachico, canchana o boquiancha, quícharo o moncholo, doncella y bagre sapo o bagre pintado. 
Se ha registrado flora para el área del Parque, con reporte de 669 especies botánicas repartidas en 96 familias de dicotiledóneas y 20 de monocotiledóneas. Entre las seis asociaciones vegetales que se encuentran en el Área se destaca los cativales. En las estribaciones más bajas sobresalen especies como Ceiba; en las colinas altas se encuentran asociaciones con palma mil pesos, además de choíba, sande, ceiba tolúa, camaján y lecheperra. En las llanuras aluviales inundables prosperan el buchón de agua, lechuga de agua, el arracacho, la palma pangana, el chachafruto y el guarumo.

#### Comunidades
En la actualidad el parque Nacional Natural Los Katios se encuentra rodeado por comunidades afrocolombianas, campesinas e indígenas. Al interior del área protegida en el sector cristales se ubica la comunidad indígena Wounaan de Juin Phubur, los cuales iniciaron su reasentamiento en este sector el año 2004.  En el sector sur, las comunidades más cercanas al parque son Bijao, Puente América y la Honda, las cuales pertenecen al Consejo Comunitario de la cuenca del río Cacarica. Se ubica también en este sector el Resguardo Indígena Peranchito de la etnia Embera –Katio.
Al sur de las ciénagas de Tumaradó se ubica Puerto Plata, caserío de pescadores itinerantes procedentes en su mayoría de Tumaradó. En el mismo sector un poco más al sur se encuentra la comunidad campesina de Lomas Aisladas, conocida también como “El 40”.
Al sur oriente del área protegida, cerca del municipio de Riosucio se encuentran las comunidades de Yarumal, Venecia y Nueva Unión pertenecientes al Consejo Comunitario de Los ríos La Larga y Tumaradó. En el sector norte se encuentra el resguardo indígena Arquia de la etnia Tule; en el sector nororiental sobre la margen izquierda del río Atrato se ubica la comunidad de Tumaradó perteneciente al Consejo Comunitario Mayor del Bajo Atrato.  Un poco más distante en el sector nororiental, en la desembocadura del río Atrato en el Golfo de Urabá se ubican las comunidades de Bocas del Atrato y Leoncito pertenecientes al Concejo Comunitario de Bocas del Atrato y Leoncito.